# Lista de compositores do teatro musical e cinema
No teatro musical e no cinema, os seguintes autores, marcaram a sua história:
- Lee Adams
- Lynn Ahrens
- Maxwell Anderson
- Harold Arlen
- Howard Ashman
- Burt Bacharach
- Lionel Bart
- Irving Berlin
- Leonard Bernstein
- Marc Blitzstein
- Jerry Bock
- Alain Boublil
- Leslie Bricusse
- John Walter Bratton
- Mel Brooks
- Jason Robert Brown
- Sammy Cahn
- Petula Clark
- George M Cohan
- Cy Coleman
- Betty Comden
- Marc Connelly
- Noel Coward
- Gretchen Cryer
- Micki Grant
- Fred Ebb
- Ben Elton
- Edna Ferber
- Dorothy Fields
- William Finn
- Stephen Flaherty
- George Forrest
- Gary William Friedman
- Noel Gay
- George Gershwin
- Ira Gershwin
- Ricky Ian Gordon
- Adolph Green
- Adam Guettel
- Marvin Hamlisch
- Oscar Hammerstein II
- Otto Harbach
- E. Y. Harburg
- Sheldon Harnick
- Lorenz Hart
- Moss Hart
- Jerry Herman
- Elton John
- Tom Jones
- John Kander
- George S. Kaufman
- Jerome Kern
- Saxon Kling
- Michael Kunze
- Michael John LaChiusa
- Burton Lane
- Jonathan Larson
- Carolyn Leigh
- Mitch Leigh
- Alan Jay Lerner
- Andrew Lippa
- Andrew Lloyd Webber
- Frank Loesser
- Frederic Loewe
- Robert Lopez
- Galt MacDermot
- Jeff Marx
- Alan Menken
- Johnny Mercer
- Lionel Monckton
- Anthony Newley
- Ivor Novello
- Richard O'Brien
- Cole Porter
- Tim Rice
- Mary Rodgers
- Richard Rodgers
- Sigmund Romberg
- Harold Rome
- Willy Russell
- Carole Bayer Sager
- Claude-Michel Schönberg
- Harvey Schmidt
- Stephen Schwartz
- Julian Slade
- Stephen Sondheim
- Charles Strouse
- Leslie Stuart
- Jule Styne
- Harry Tierney
- Kurt Weill
- Frank Wildhorn
- Meredith Willson
- Sandy Wilson
- P. G. Wodehouse
- Robert Wright
- Vincent Youmans